# Suore francescane di Syracuse
Le Suore Francescane di Syracuse (in inglese Sisters of the Third Franciscan Order) sono un istituto religioso femminile di diritto pontificio.

## Storia

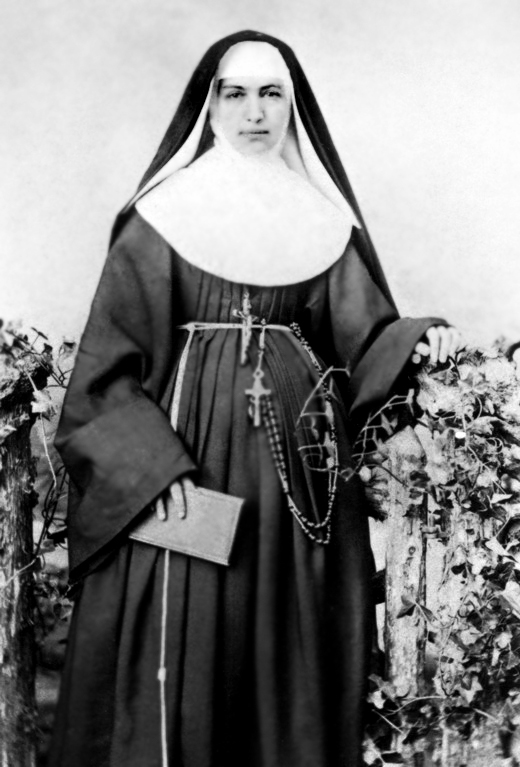
Marianna Cope, seconda madre generale della congregazione, canonizzata nel 2012

Nel 1858 John McCloskey, vescovo di Albany, affidò a i frati minori conventuali due parrocchie di Utica e Syracuse.
Per l'insegnamento della dottrina nelle due scuole parrocchiali, i frati chiesero al vescovo di Philadelphia, Neumann, di inviare alcune suore della congregazione da lui stesso fondata in Pennsylvania.
Nel 1860 una comunità di religiose guidata da Bernardina Dorn, considerata fondatrice della congregazione, lasciò Philadelphia e si stabilì a Syracuse. Nel 1861 il vescovo McCloskey rese autonome le suore di Syracuse dalla casa madre e diede loro delle nuove costituzioni basate su quelle delle francescane missionarie del Giglio.
Sotto il generalato di Marianna Cope, l'istituto si aprì all'attività missionaria e nel 1883 un gruppo di religiose (tra loro anche la stessa Cope) partì per le isole Hawaii. Dal 1888 le suore affiancarono Damiano de Veuster nell'opera di assistenza ai lebbrosi di Molokai.
La congregazione, aggregata all'Ordine dei Frati Minori Conventuali, ricevette il pontificio decreto di lode il 21 luglio 1914 e le sue costituzioni furono approvate definitivamente dalla Santa Sede il 17 febbraio 1936.

## Attività e diffusione
Le suore si dedicano principalmente all'istruzione della gioventù, ma gestiscono anche ospedali, case di riposo per anziani e case per ritiri spirituali.
Oltre che negli Stati Uniti d'America, sono presenti in Kenya, in Perù e a Porto Rico; la sede generalizia è a Syracuse, nello stato di New York.
Nel 2007 la congregazione contava 542 religiose in 82 case.